# Ommatius peristus
Ommatius peristus är en tvåvingeart som beskrevs av H. Oldroyd 1972. Ommatius peristus ingår i släktet Ommatius och familjen rovflugor. Inga underarter finns listade i Catalogue of Life.